# Adriano Stuart
Adriano Roberto Canales, mais conhecido como Adriano Stuart (Quatá, 19 de fevereiro de 1944 – São Paulo, 15 de abril de 2012), foi um cineasta, ator e diretor de televisão brasileiro. De família de artistas, era filho dos atores Walter Stuart, este, por sua vez, filho de circenses de origem francesa, inglesa e espanhola, e Moralina Stuart.

## Filmografia

### Como diretor
| Ano         | Título                               |
| ----------- | ------------------------------------ |
| 2000        | Fala Dercy                           |
| 1998 - 1999 | TV Fofão                             |
| 1996 - 1997 | TV Fofão                             |
| 1989        | Fofão e a Nave sem Rumo              |
| 1986 - 1989 | TV Fofão                             |
| 1983        | A Festa É Nossa                      |
| 1983        | As Aventuras de Mário Fofoca         |
| 1982        | Um Casal de Três                     |
| 1981 - 1982 | Os Trapalhões                        |
| 1981        | O Incrível Monstro Trapalhão         |
| 1980        | Os Três Mosqueteiros Trapalhões      |
| 1980        | O Rei e os Trapalhões                |
| 1979        | O Cinderelo Trapalhão                |
| 1978        | A Noite dos Duros                    |
| 1978        | Os Trapalhões na Guerra dos Planetas |
| 1976        | Já não Se Faz Amor como antigamente  |
| 1976        | Bacalhau                             |
| 1976        | Sabendo Usar não Vai Faltar          |
| 1975        | Kung Fu contra as Bonecas            |
| 1975        | Cada um Dá o Que Tem                 |

### Como ator
| Ano  | Título                              |
| ---- | ----------------------------------- |
| 2008 | Encarnação do Demônio               |
| 2006 | Boleiros 2 - Vencedores e Vencidos  |
| 2004 | Garotas do ABC                      |
| 2002 | O Príncipe                          |
| 2001 | Urbania                             |
| 1998 | Boleiros - Era uma Vez o Futebol... |
| 1997 | O Desafio de Elias (Record TV)      |
| 1997 | Os Matadores                        |
| 1992 | Dudu Nasceu (curta-metragem)        |
| 1989 | Festa                               |
| 1976 | Chão Bruto                          |
| 1976 | Bacalhau                            |
| 1976 | Sabendo Usar não Vai Faltar         |
| 1975 | Kung Fu contra as Bonecas           |
| 1975 | Cada Um Dá o Que Tem                |
| 1974 | Exorcismo Negro                     |
| 1964 | Meu Japão Brasileiro                |
| 1956 | O Sobrado                           |